# Miniaturenpark

Miniaturpark Klein-Erzgebirge

Ein Miniaturenpark ist ein Freiluft-Freizeitpark, manchmal auch als Teil eines Vergnügungsparks, bei dem als Hauptattraktion Modelle von bekannten Sehenswürdigkeiten oder für eine Region typische Gebäude maßstäblich (meist 1:25) nachgebaut sind. Oft fährt zwischen den Bauwerken auch noch eine Modelleisenbahn im passenden Maßstab.
Der weltweit erste Miniaturenpark ist Bekonscot in Beaconsfield (Buckinghamshire), er wurde 1929 gegründet. Als erster deutscher Miniaturenpark wurde, ausgehend von 1924 begonnenen Vorbereitungsarbeiten,  1933 das Klein-Erzgebirge in Oederan (Sachsen) eröffnet.

## Liste von Miniaturenparks
In dieser Liste sind keine Anlagen aufgeführt, die überwiegend oder komplett in einem Gebäude installiert sind. Öffentliche Modellbahnanlagen finden sich in der Liste öffentlich zugänglicher Modelleisenbahnanlagen.

### Europa

#### Deutschland
- Berlin

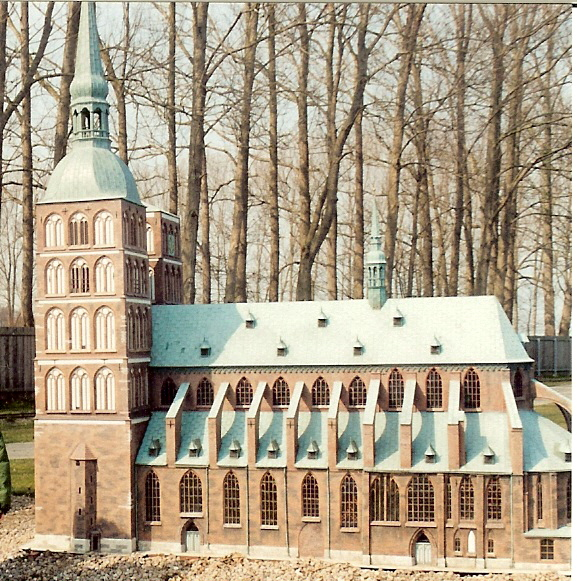
Rügenpark

  - Modellpark Berlin-Brandenburg, Berlin-Oberschöneweide
- Hessen
  - Mühlenplatz, Gieselwerder
- Mecklenburg-Vorpommern
  - Miniaturenpark Rügenpark, Gingst auf Rügen
  - Miniaturenpark Kalkhorst, Kalkhorst
  - Miniaturenpark Lütt Schwerin, Lankow
  - Miniaturstadt Bützow, Bützow
  - Miniland Mecklenburg-Vorpommern, Göldenitz bei Rostock
- Saarland
  - Gulliver-Welt 2.0, Bexbach
- Sachsen
  - Miniaturpark Klein-Erzgebirge, Oederan (1933)
  - Heimatecke Waschleithe (1963)
  - Miniaturschauanlage Klein-Vogtland, Adorf/Vogtl. (1992)
  - Miniaturenpark Kleinwelka, Bautzen (1998)
  - Miniwelt, Lichtenstein/Sa. (1999)
  - Erlebnis- und Miniaturenpark Elsterwerda (2007)
- Sachsen-Anhalt
  - Miniaturenpark Kleiner Harz, Wernigerode
- Schleswig-Holstein
  - Tolk-Schau, Tolk
- Thüringen
  - Miniaturenpark mini-a-thür, Ruhla

#### Österreich
- Minimundus, Klagenfurt

#### Schweiz

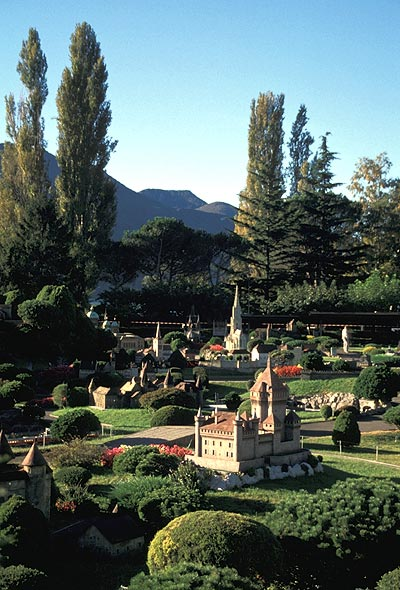
Swissminiatur

- Swissminiatur, Melide im Tessin
- Swiss Vapeur Parc bei Lausanne

#### Sonstiges Europa
Siehe auch: Liste von Miniaturenparks in Polen
- Mini-Europa, Belgien
- Køge Mini-Stadt, Køge, Dänemark
- Varde Minibyen, Varde, Dänemark

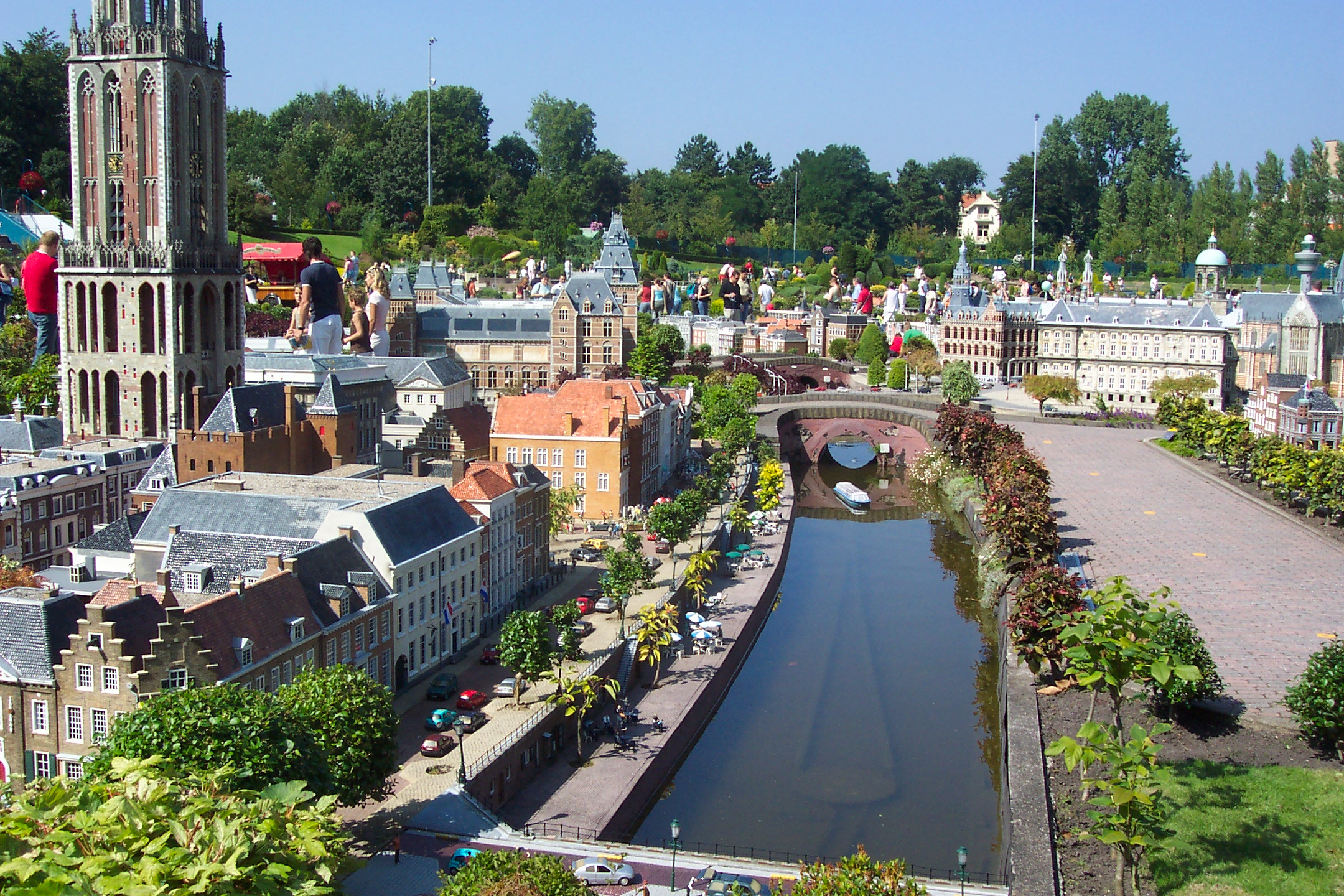
Madurodam

- Bekonscot, Buckinghamshire, England
- Old New Inn (aka The Modell Village) Bourton-on-the-Water, England
- France miniature, Élancourt, Frankreich
- Parc des Mini-Châteaux, Amboise, Frankreich
- Italia in Miniatura, Rimini, Italien
- Madurodam, Den Haag, Niederlande
- Miniatuur Walcheren, Middelburg, Niederlande
- Park Miniatur Latarni Morskich, Niechorze, Polen
- Park Miniatur Zabytków Dolnego Śląska, Kowary, Polen
- Miniaturenpark Olschowa, Polen
- Catalunya en Miniatura, Katalonien, Spanien
- Pasión Mudejar, Olmedo, Spanien
- Boheminium, Mariánské Lázně, Tschechien
- Miniatürk, Istanbul, Türkei
- Minicity, Antalya, Türkei

### Asien, Amerika
- Mini-Israel, Jerusalem, Israel

### Ehemalige Miniaturenparks
- Freizeit- und Miniaturpark Allgäu, Weitnau
- Gulliver-Welt, Saarbrücken (1968–2012)
- Lüttge Land, Altfunnixsiel (1978–2014)
- Minidomm, Ratingen (1967–1992)
- Mini Mundus Bodensee, Meckenbeuren (2005–2012)
- Modellpark Mecklenburgische Seenplatte, Neubrandenburg (2000–2011)
- Mundomágico, Santiago, Chile
- Pueblo Chico, Valle de La Orotava, Spanien (1999–2015)